# Болен (Айова)
Болен (англ. Bolan) — переписна місцевість (CDP) в США, в окрузі Ворт штату Айова. Населення — 32 особи (2020).

## Географія
Болен розташований за координатами 43°22′25″ пн. ш. 93°6′31″ зх. д. / 43.37361° пн. ш. 93.10861° зх. д. (43.373480, -93.108502).  За даними Бюро перепису населення США в 2010 році переписна місцевість мала площу 7,49 км², уся площа — суходіл.

## Демографія
Згідно з переписом 2010 року, у переписній місцевості мешкали 33 особи в 11 домогосподарстві у складі 9 родин. Густота населення становила 4 особи/км².  Було 13 помешкання (2/км²).
Расовий склад населення:
| - 100,0 % — білих |

До двох чи більше рас належало 0,0 %. Частка іспаномовних становила 0,0 % від усіх жителів.
За віковим діапазоном населення розподілялося таким чином: 39,4 % — особи молодші 18 років, 45,4 % — особи у віці 18—64 років, 15,2 % — особи у віці 65 років та старші. Медіана віку мешканця становила 28,3 року. На 100 осіб жіночої статі у переписній місцевості припадало 94,1 чоловіків;  на 100 жінок у віці від 18 років та старших — 122,2 чоловіків також старших 18 років.
За межею бідності перебувало 16,2 % осіб, у тому числі 0,0 % дітей у віці до 18 років та 100,0 % осіб у віці 65 років та старших.
Цивільне працевлаштоване населення становило 7 осіб. Основні галузі зайнятості: роздрібна торгівля — 100,0 %.